# Distilleries au Québec
Les distilleries au Québec produisent du gin, de la vodka, du whisky, des eaux-de-vie et d'autres liqueurs de fruits. En 2020, la marque Distilleries du Québec est créée par l'Union québécoise des microdistilleries (UQMD) qui regroupe plus de cinquante membres distillateurs.  

## Histoire

### Les précurseurs
Les premières distilleries canadiennes voient le jour dans la ville de Québec entre 1767 et 1769. Jean Talon, James Grant et Colin Drummond font partie des distillateurs pionniers de la province. La St. Roc Distillery, la première distillerie canadienne à produire du rhum à base de mélasse importée, est construite en 1769. Vers la fin du dix-huitième siècle, les alcools de grains sont privilégiés dû à l'influence britannique, c'est ainsi que les premiers whiskys québécois sont produits. Les distilleries fabriquent leur propre malt ou récupèrent des bières invendues pour les distiller comme ingrédient de base. La consommation d'alcool gagne en popularité dans la colonie. Dans les années 1830, le clergé intervient en créant un mouvement de tempérance pour limiter l'alcoolisme et prône la prohibition, ce qui changera la perception des alcools forts au Québec. En 1840, le Canada-Uni compte près de 200 distilleries. En 1878, la Loi de tempérance du Canada, dite loi Scott, est adoptée. À la fin du dix-neuvième siècle, le marché des spiritueux au Québec décline au profit de celui de la bière, une boisson mieux perçue par les partisans de la tempérance et la taxe augmente sur les alcools forts. Cela entraîne la fermeture définitive de nombreuses distilleries. 
Au début du vingtième siècle, des mouvements de prohibition apparaissent partout en Amérique du Nord. Au Québec, la prohibition est considérée trop radicale et la modération est prônée plutôt que l'interdiction. En 1921, la Loi sur les boissons alcooliques est adoptée afin d'encadrer la production d'alcool. La Commission des liqueurs (aujourd'hui la Société des alcools du Québec (SAQ)) est née de cette loi. Malgré la volonté d'établir un meilleur contrôle, la vente illégale augmente via les distilleries clandestines et les contrebandiers. Le Québec devient ainsi une partie prenante majeure de l'industrie de la distillation en Amérique du Nord. Le 5 décembre 1933, la prohibition prend fin aux États-Unis, ce qui mène le Québec dans une période creuse de cette industrie. Pendant près de 70 ans, il n'y a que très peu d'activités de distillation.

### Microdistilleries modernes (depuis 2000)
Depuis le milieu des années 2000, les microdistilleries connaissent une popularité grandissante partout dans le monde. Le mouvement est comparable à celui des microbrasseries. Aux États-Unis, le nombre de microdistilleries a augmenté considérablement entre 2005 et 2015 où il est passé de 50 à 650, en plus d'environ 200 projets,. Au Québec, dû à la réglementation stricte et aux obstacles administratifs pour l’obtention d’un permis, l’expansion a été un peu plus tardive que dans le reste du pays ou aux États-Unis. Les lois actuelles, étant des vestiges de l'époque de tempérance, ont peu évolué et tardent à suivre le mouvement de croissance de l'industrie de la microdistillation québécoise.     
La cidrerie Michel Jodoin à Rougemont qui a débuté la production de spiritueux à base de pommes en 1999, est le pionnier du nouveau mouvement au Québec,. De 2010 à 2014, trois autres microdistilleries voient le jour : Le Domaine Pinnacle, Les Subversifs et Les Verges Lafrance. En 2015, il y a moins de dix microdistilleries en activité et quasi tout autant en développement,. En 2018, le nombre de permis de distillation attribué au Québec est d'environ 40 alors qu'il passe à 55 l'année suivante,.     
Entre 2015 et 2016, les ventes de spiritueux québécois ont augmenté de 22 % selon le rapport annuel de la Société des alcools du Québec, représentant ainsi près de 3 % des parts du marché,. En 2018, la SAQ propose une centaine de spiritueux québécois, alors qu'en 2020, il y en a près du double.

## Union québécoise des microdistilleries (UQMD)
Autour de 2015, l'Association des micro-distilleries du Québec et l'Association de distillateurs artisans du Québec sont créées en se donnant comme mission d’encourager le développement de cette industrie québécoise grandissante. Les intérêts et chantiers en cours pour chacune des associations étant de plus en plus similaires, les deux regroupements ont décidé d’unir leur force et de former l'Union québécoise des micro-distilleries (UQMD).
La mission de l'UQMD est d'encourager le développement d’une industrie québécoise de microdistilleries, valoriser la fabrication et le commerce de produits distillés à la propriété, notamment l’alcool et les liqueurs, et assurer une promotion adéquate de ces spiritueux au Québec, au Canada et dans le monde.

## Réglementation
La production et la vente d'alcool sont encadrées par la Régie des alcools, des courses et des jeux du Québec. Pour obtenir un permis de distillation au Québec, les installations telles que l'alambic et la chaîne de production doivent être existantes. Pour débuter les démarches de vente à la Société des Alcools du Québec, le produit doit être fabriqué.  
Il existe deux types de permis pour les producteurs d'alcool soient le permis de production artisanale et le permis de production industrielle. La production artisanale est destinée aux producteurs qui cultivent leurs propres ingrédients servant à la fabrication d'alcool comme les céréales et les petits fruits. Selon la définition de la Régie, même si la méthode de fabrication est artisanale, de nombreuses microdistilleries se voient classées dans la catégorie de producteur industriel puisqu'elles ne cultivent pas leurs ingrédients. Jusqu'en juin 2018, le permis industriel empêche de vendre les produits sur le site de fabrication ou lors d'événements publics ainsi que de procéder à des dégustations, les produits devaient obligatoirement être vendus par l'intermédiaire de la Société des Alcools du Québec. La vente de produits sur le site de fabrication était réservée aux producteurs artisanaux, vignerons et cridriculteurs,.  
Un premier projet de loi concernant le développement de l'industrie des boissons alcooliques artisanales a été adopté en 2016, le projet de loi 88. Ce projet comprend des mesures pour les titulaires de permis de production artisanale de boissons alcooliques (vins, bières), mais aucune concernant les spiritueux,.   
L’association des microdistilleries du Québec (AMDQ) et le gouvernement du Québec ont donc travaillé ensemble pour créer des mesures relatives à l’industrie de la microdistillation qui ont été déposées dans le budget du 28 mars 2017,. Le projet de loi no 150 vient donc modifier la loi sur la Société des alcools du Québec, ces changements sont en vigueur depuis le 12 juin 2018. Ces mesures permettent alors aux titulaires de permis de distillateur de vendre leurs produits sur les sites de fabrication s'ils ont été achetés à la Société des alcools du Québec au préalable et de procéder à des dégustations,,. Elles sont encadrées par la SAQ dans le but d’assurer la qualité des produits, le recensement des ventes et le contrôle des prix. De plus, la SAQ impose une majoration équivalente presque au double de ce que l'artisan reçoit . Les mesures mises-en-place comprennent également une aide financière pour les producteurs utilisant des matières premières québécoises.  

## Spiritueux québécois
La définition d'un spiritueux québécois n'est pas établi et crée un certain débat,. Pour certains, le spiritueux québécois doit être constitué d'ingrédients provenant du terroir, distillé et embouteillé sur le territoire. La dizaine de produits respectant ces critères représente qu'une très faible proportion des spiritueux dits québécois. La majorité de ceux-ci consiste en un produit issu de la transformation d'un alcool de grains neutre distillé sur un autre territoire, principalement en Ontario. Ces produits sont souvent agrémentés d'ingrédients locaux lors du processus de transformation: infusion d'aromates et redistillation. Ces deux types de spiritueux sont identifiés sous l'appellation « Origine Québec » à la SAQ, ce qui ne permet pas de faire la distinction entre un produit entièrement fabriqués au Québec incluant la matière première et un produit simplement transformé au Québec. Les producteurs locaux avec l'association des distilleries artisanales du Québec tentent d'instaurer une appellation contrôlée depuis plusieurs années permettant de certifier l'origine québécoise du produit. 
Les gins ont connu une plus grande croissance parmi les autres spiritueux du fait que celui-ci est plus facile à produire,,. Pour fabriquer du gin, il suffit d’utiliser un alcool de grain neutre et de l’aromatiser avec les ingrédients désirés dans un alambic qui est ensuite distillé de nouveau pour infuser les arômes. Les ventes de gin québécois à la SAQ ont généré 12 millions de dollars en 2016-2017 alors qu'en 2018-2019 les ventes ont atteint 39 millions. 